# 中村奈菜
中村 奈菜（なかむら なな、1984年8月7日 - ）は、日本のAV女優。オールプロモーション所属。

## 略歴・人物
東京都出身。2015年1月にデビューした熟女系AV女優。
趣味はホットヨガ・パン作り。

## 出演作品

### アダルトDVD
2015年
- 美肌で美尻な美乳Eカップ奥さま毎日2回するオナニーを3週間ガマンしてAV Debut!!（1月9日、ワープエンタテインメント）
- 本番ありの裏風俗で、バックでついている時にこっそりゴムを外し、そのままドップリ生中出ししちゃいました! 7（2月27日、SCOOP）他出演:本田莉子、宇野ゆかり、さとう遥希、水野朝陽[要出典]
- 顔出し! 働く美女限定 マジックミラー号 街頭調査! 職場の同僚とMM号の中で2人っきり♥ 理性と性欲どちらが勝つのか!? 同じオフィスで働く男女に突然のSEX交渉!! 3 in池袋（3月5日、ディープス）※「さやか」名義　他出演:あき、りかこ、ともこ、えり、けいこ[要出典]
- 中出し大好き! 巨乳人妻淫乱交（4月7日、ゴールデンタイム）共演:篠田あゆみ、希咲エマ、北川エリカ
- 入院中の性処理を母親には頼めないからお見舞いに来た叔母にお願いしたら優しい騎乗位でこっそりぬいてくれた 8 中出しスペシャル（4月9日、ナチュラルハイ）他出演:小倉舞、鈴村いろは、水野朝陽、一色あみか[要出典]
- 都内の某高級エステサロンに来店した何も知らない人妻に媚薬を飲ませ、キワドイマッサージで性感を刺激したらどこまでヤレるのか!?（4月10日、SCOOP）他出演:本田莉子、篠田ゆう、さとう遥希、波多野結衣、川菜美鈴[要出典]
- 乱交でレズれ!（4月19日、レズれ!）共演:篠田あゆみ、希咲エマ、北川エリカ　他出演:浜崎真緒、芦名ユリア、佐々木恋海、香山美桜、水野朝陽、板垣あずさ、伊東真緒、朝倉ことみ
- 私、本名でセックスしてました。（5月2日、無名時代）
- 温泉レポートだけのはずが… 素人妻ほろ酔い温泉ダマし撮り! 露天で口説いて浮気SEX完全盗撮! CASE 10（5月25日、ビッグモーカル）他出演:遠峯あやか[要出典]
- 本気(マジ)口説き 人妻編 14 ナンパ▶連れ込み▶SEX盗撮▶無断で投稿（6月1日、MAGIC）他出演:喜多見ゆりえ[要出典]
- 出張添い寝風俗でモーニングコールを頼むと目覚ましがわりに朝勃ちしたチ○コを挿れて起こしてくれるサービスが存在する噂は本当なのか（6月26日、SCOOP）他出演:本田莉子、保坂えり、Maika[要出典]
- ｢私、どうしても妊娠したいんです｣ 結婚3年目、旦那に内緒の1泊2日温泉旅行で赤の他人の精子で生中出し 1本限りの奇跡のAVデビュー（7月10日、V&R PRODUCE）※「茜祥子」名義[要出典]
- 絡みつくベロキス痴女の接吻 中出しオーガズム4時間（7月10日、BAZOOKA）共演:沙希、Maika、白石悠、なつめ愛莉
- 真面目な女子がお酒で赤面エロスイッチONその時知り合いが隣で寝ている「ナイショだよ…?」と誘って来る彼女の酔って火照ったTバック尻に勃起しないワケ無い!!（7月24日、SCOOP）他出演:浜崎真緒、紺野ひかる、月野こころ、水原さな[要出典]
- 女子校生に癒されたい! オマ●コぴちゃぴちゃ指入れ自画撮りオナニー vol.01（8月1日、ロリ専科）他出演:白咲碧、川村まや、鈴原エミリ、南菜々、宮沢まき、浅倉愛、七瀬ひとみ
- 近所のクソガキどもに目をつけられてしまったボクの妻（8月7日、JET映像）
- 素人マスク美女ヘアヌード大図鑑（8月14日、BAZOOKA）他出演:篠田あゆみ、初美沙希、本田莉子、保坂えり、Maika、篠田ゆう、白石悠、上野菜穂[要出典]

### イメージDVD
- 欲情の濡れ褌（2015年7月23日、INTEC Inc）他出演:本田莉子、保坂えり